# 231 v.Chr.

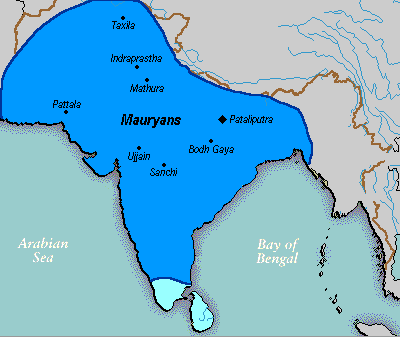
Het Mauryaanse Rijk onder Aśoka

Het jaar 231 v.Chr. is een jaartal in de 3e eeuw v.Chr. volgens de christelijke jaartelling.

## Gebeurtenissen

### India
- Keizer Asoka de Grote overlijdt, het Mauryarijk raakt in verval. Gouverneurs rebelleren over hun onafhankelijkheid in India.
- Kroonprins Mahinda, een zoon van Asoka, leidt als monnik een teruggetrokken leven en verspreidt het Boeddhisme op Ceylon (huidige Sri Lanka).

### Italië
- Gaius Duilius wordt voor een periode van 6 maanden, door de Senaat gekozen tot dictator van de Romeinse Republiek.

### Carthago
- De Carthagers exploiteren in Zuid-Spanje, in de Sierra Morena de ertsgebieden, om met de opbrengst de oorlogsschuld (1.200 talenten) aan Rome af te lossen.

## Overleden
- Asoka (~304 v.Chr. - ~231 v.Chr.), keizer van India (73)